# Kolding község
Kolding község (dánul: Kolding Kommune) Dánia 98 községének (kommune, helyi önkormányzattal rendelkező közigazgatási egység) egyike. Központi települése Kolding.
A 2007. január 1-jén életbe lépő közigazgatási reform során hozzá csatolták a korábbi Lunderskov és Vamdrup községet, valamint Christiansfeld és Egtved községek egy részét is.

## Települések
Települések és népességük:
- Almind (1624)
- Christiansfeld (2882)
- Harte (318)
- Hejls (462)
- Hjarup (404)
- Jordrup (546)
- Kolding (63645)
- Lunderskov (2974)
- Sjølund (476)
- Skanderup (352)
- Stepping (398)
- Sønder Bjert (2007)
- Sønder Stenderup (579)
- Taps (352)
- Vamdrup (4948)
- Vester Nebel (1572)
- Viuf (543)
- Ødis (470)
- Ødis-Bramdrup (246)